# Ratpenat d'Aellen
El ratpenat d'Aellen (Pipistrellus inexspectatus) és una espècie de ratpenat de la família dels vespertiliònids que es troba a Benín, el Camerun, Ghana, Nigèria, Sierra Leone, el Sudan del Sud i, possiblement, el Sudan i Uganda.
Habita la sabana.